# Scientia potentia est
Фраза «scientia potentia est» (или «scientia est potentia», а также «scientia potestas est») — латинский афоризм, традиционно переводимый как «знание — сила». Его обычно связывают с Фрэнсисом Бэконом, хотя именно в такой редакции выражение не встречается ни в английских, ни в латинских работах Бэкона. Однако почти дословно («ipsa scientia potestas est», «знание само по себе сила») оно присутствует в произведении Бэкона Meditationes Sacrae (1597). В своей общеизвестной формулировке фраза «scientia potentia est» впервые появляется в «Левиафане» Томаса Гоббса (версия 1668 года), который в молодости был секретарём Бэкона.
Сходная фраза «sapientia est potentia» часто переводится как «мудрость — это сила». Пословица, практически идентичная по смыслу, встречается в Книге Притчей (24: 5): גֶּבֶר-חָכָם בַּעוֹז; וְאִישׁ-דַּעַת, מְאַמֶּץ-כֹּחַ, (силен как мудрец, а человек знания укрепляет силу).

## История

### Происхождение и параллели
Самое раннее документированное появление фразы «Знание — сила» относится к VII веку: оно встречается в книге «Путь красноречия» (первоначально на арабском) Имама Али (599—661), первого имама шиитского ислама.

Знание есть сила, и оно может повелевать. Человек знания во время своей жизни может заставить людей подчиняться и следовать за ним, и восхваляется и почитается после его смерти. Помните, что знание - правитель, а  богатство - его подчинённый.Имам Али. Путь красноречия, Высказывание 146.
Другая форма этого высказывания имеется в книге Шахнаме (Книга царей) персидского поэта Фирдоуси (940—1020), который писал:

Ваша сила исходит от вашего знания — перс. توانا بود هر که دانا بود‎Фирдоуси. Шахнаме, первая поэма, куплет 14.
Это полустишие также переводится как «знание — сила» или «Тот, кто имеет мудрость — силён».
Сходное высказывание на древнееврейском языке, практически в тех же формулировках, содержится в библейской Книге притчей Соломоновых
ивр. גֶּבֶר-חָכָם בַּעוֹז; וְאִישׁ-דַּעַת, מְאַמֶּץ-כֹּחַ‎Книга притчей Соломоновых, 24:5
и было переведено на латынь как
vir sapiens et fortis est et vir doctus robustus et validusВульгата
 а в Женевской Библии переведено с древнееврейского как «Мудрый человек силён, ибо человек знания умножает свою силу»
A wise man is strong: for a man of vnderstanding  encreaseth his strength.Geneva Bible, Proverbs 24:5.
В синодальном переводе фраза переведена как
Человек мудрый силён, и человек разумный укрепляет силу свою.Прит. 24:5

### Томас Гоббс
Первая известная отсылка к конкретной фразе появилась в латинском издании «Левиафана» 1668 года (английская версия была опубликована в 1651 году). Цитируемый ниже отрывок из части 1 («De Homine»), главы X («De Potentia, Dignitate et Honore») входит в перечень различных качеств человека, которые наделяют его «силой»; знаниям в этом перечне отводится незначительная роль:

Scientia potentia est, sed parva; quia scientia egregia rara est, nec proinde apparens nisi paucissimis, et in paucis rebus. Scientiae enim ea natura est, ut esse intelligi non possit, nisi ab illis qui sunt scientia praediti.
В английской версии этот отрывок звучит так:
The sciences are small powers; because not eminent, and therefore, not acknowledged in any man; nor are at all, but in a few, and in them, but of a few things. For science is of that nature, as none can understand it to be, but such as in a good measure have attained it .

Знание - небольшое могущество,  ибо оно не  проявляется вовне и поэтому ни  в ком не  замечается, да  и обладают  им  не все, а лишь немногие, и эти немногие  обладают знанием лишь немногих вещей, а природа знания такова, что познать его наличие  в  ком-либо  может лишь тот,  кто  сам  в  значительной степени овладел им.
В более поздней работе, De Corpore (1655), также написанной на латыни, Гоббс развил ту же идею:
Конец или возможности философии, которые мы можем использовать к нашей выгоде эффектов, прежде замеченных ... для сути человеческой жизни... Конец знания - власть ... наконец, возможности всего предположения - выполнение некоторого действия, или вещи, которая будет сделана.
В своей книге «Гоббс и социальная традиция контракта» Хэмптон (1988) указывает, что эта цитата «в духе Бэкона», а в сноске отмечает, что «Гоббс в молодости был секретарём Бэкона и вёл с ним философские дискуссии (Aubrey 1898, 331).».

### Фрэнсис Бэкон
Наиболее близкое по форме выражение в работах Бэкона, вероятно, «scientia potestas est», присутствующее в произведении Meditationes Sacrae (1597). Возможно, более точный перевод этой фразы звучал бы как «знание — Его сила», потому что её контекст относится к качествам Бога и является частью дискуссии о ересях, которые отрицают власть Бога:

Dei quam potestatis; vel putius ejus partis potestatis Dei, (nam et ipsa scientia potestas est) qua scit, quam ejus qua raovet et agit; ut praesciat quaedam otoise, quae non praedestinet et praordinet.
Это положение является матерью всех канонов против ересей. Причина ошибки двоякая: незнание Божественной воли, и незнание, или поверхностное знание Его могущества. Воля Бога в наибольшей мере выявляется через Писание — поэтому изучайте Писание; Его могущество более всего явлено в Его творениях, поэтому созерцайте и изучайте Его творения.

Далее Бэкон переходит к рассмотрению основных «степеней ересей», отрицающих или умаляющих власть и силу Бога. В частности, Бэкон указывает на людей, которые делают больший акцент на Божественном знании, нежели на Его мощи (силе), 
или, скорее, на той части Божественной мощи, посредством которой он познаёт (ведь и само по себе знание есть мощь (сила)), чем на той, посредством коей Он действует (movet et agit),
 допуская тем самым, что Господь 
в качестве равнодушного зрителя предвидит некоторые вещи, которые Он, однако, не предопределяет.
 Таким образом, главным атрибутом Бога, по мысли Бэкона, служит Его мощь (могущество), Его сила, а, следовательно, и Его власть над Творением. И было бы неправильно говорить о Божественном знании (и предзнании) как о каком-то отдельном Божественном атрибуте, ибо само по себе Божественное знание — это тоже сила, дающая Ему власть над миром.

В другом месте Бэкон писал: 
Знание и могущество человека совпадают, ибо незнание причины затрудняет действие. Природа побеждается только подчинением ей, и то, что в созерцании представляется причиной, в действии представляется правилом .
Поэтому необходимо принимать во внимание бэконовскую трактовку силы, в частности, различие, которое он делает между силой, которую дают знания, и той, которую даёт действие; вне контекста цитата меняет своё значение на противоположное. Однако цитата стала расхожим клише без учёта этого контекста.

### Ральф Уолдо Эмерсон
Ральф Уолдо Эмерсон писал в своём эссе Старость, вошедшем в сборник Общество и одиночество (1870):

Умение происходит от выполнения; знание приходит с всегда открытыми глазами и работающими руками; и нет знаний, которые не власть.

## Wissen ist Macht в Германии
После объединения Германии в 1871 году лозунг Wissen ist Macht, geographisches Wissen ist Weltmacht («Знание — сила, географическое знание — мировая держава») часто использовался в немецкой географии и общественных дискуссиях в поддержку создания немецкой колониальной империи. Юстус Пертес, например, использовал его как девиз для своего издательства. Однако инициатива проведения географических исследований исходила от общественности, а не навязывалась правительством. Граф Бисмарк не был заинтересован в немецких колониальных авантюрах; его представитель Густав Нахтигаль стоял у истоков первых протекторатов, но его более интересовал этнологический аспект.
После Первой мировой войны немецкая география пыталась внести свой вклад в восстановление мировой державы. Такие учёные, как Карл Хаусхофер, бывший генерал, и его сын Альбрехт Хаусхофер (оба в тесном контакте с Рудольфом Гессом) смогли привлечь всемирное внимание к своей концепции геополитики. Объединения немецких географов и школьных учителей приветствовали приход к власти национал-социалистов и надеялись получить дополнительное влияние при новом режиме.
После Второй Мировой войны немецкая география стала несколько более осмотрительной, и до 1989 года концепции политической географии и проекции силы не были широко распространёнными научными темами в Германии.
Географические знания до сих пор значимы для Германии. Немцы склонны шутить над отсутствием интереса к этой теме у американских политиков и знаменитостей. Версия лозунга партии Sponti (непарламентская оппозиция) «Wissen ist Macht, nichts wissen, macht auch nichts» — каламбур «Знание есть сила, незнание — тоже ничего страшного». Йошка Фишер и Даниэль Кон-Бендит принадлежат к тем членам партии Sponti, которые занимали сильные позиции, хотя у Фишера не было образования, кроме лицензии таксиста.
Батальон Elektronische Kampfführung 932 радиоэлектронной борьбы Бундесвера, базирующийся в Франкенберге (Эдер), по-прежнему использует латинский вариант «Scientia potentia est» как девиз.

## Интерпретации
Хотя смысл фразы меняется от автора к автору, она чаще всего означает, что знания или образование увеличивают потенциал или способности в жизни. Владение знаниями и приобщение к ним других широко признаётся как основа для улучшения своей репутации и влияния, и, таким образом, власти. Эта фраза также может быть использована в качестве оправдания для нежелания делиться информацией, когда человек считает, что сокрытие знаний может предоставить ему некоторые преимущества.
Согласно ещё одной интерпретации, знание — это единственная подлинная сила, так как буквально всё достигается с его помощью.

## В популярной культуре
- В романе-антиутопии Джорджа Оруэлла «1984» одним из лозунгов идеологии Двоемыслия (англ. doublethink, способности придерживаться двух противоположных убеждений одновременно) был перевернутый лозунг — «Незнание — сила!»[14]
- В книжной серии Terry Brooks Fantasy Shannara девизом друидов является «Сила через знания». Это связано с медальоном «Eilt Druin» Управления Верховного друида «в форме руки, держащей четыре горящих факела»[15]
- Голландская «Пиратская партия[нидерл.]» использовала этот девиз как часть своей кампании на парламентских выборах 9 июня 2010 года. Её лозунгом было: «Знание — сила — Фрэнсис Бэкон, 1597 год — Верните нам наши знания — Пиратская партия, 2010».